# زنزو ماتسویاما
زنزو ماتسویاما (انگلیسی: Zenzo Matsuyama; ۳ آوریل ۱۹۲۵ – ۲۷ اوت ۲۰۱۶) کارگردان فیلم، و فیلم‌نامه‌نویس اهل ژاپن بود.